# Simpsonovi (13. řada)
Třináctá řada amerického animovaného seriálu Simpsonovi je pokračování dvanácté řady tohoto seriálu. Byla vysílána na americké televizní stanici Fox od 6. listopadu 2001 do 22. května 2002. V Česku pak tato řada měla premiéru 15. července 2003 na ČT1. Řada má celkem 22 dílů.

## Seznam dílů
| Č. v seriálu | Č. v řadě | Původní název                 | Český název                  | Režie               | Scénář                                                                           | Premiéra v USA     | Premiéra v ČR      | Produkční kód |
| ------------ | --------- | ----------------------------- | ---------------------------- | ------------------- | -------------------------------------------------------------------------------- | ------------------ | ------------------ | ------------- |
| 270          | 1         | Treehouse of Horror XII       | Speciální čarodějnický díl   | Jim Reardon         | 1. část: Joel H. Cohen 2. část: John Frink a Don Payne 3. část: Carolyn Omineová | 6. listopadu 2001  | 15. července 2003  | CABF19        |
| 271          | 2         | The Parent Rap                | Rodičovské pouto             | Mark Kirkland       | George Meyer a Mike Scully                                                       | 11. listopadu 2001 | 22. července 2003  | CABF22        |
| 272          | 3         | Homer the Moe                 | Homer barmanem               | Jen Kamermanová     | Dana Gould                                                                       | 18. listopadu 2001 | 29. července 2003  | CABF20        |
| 273          | 4         | A Hunka Hunka Burns in Love   | Zamilovaný Burns             | Lance Kramer        | John Swartzwelder                                                                | 2. prosince 2001   | 5. srpna 2003      | CABF18        |
| 274          | 5         | The Blunder Years             | Telecí léta                  | Steven Dean Moore   | Ian Maxtone-Graham                                                               | 9. prosince 2001   | 12. srpna 2003     | CABF21        |
| 275          | 6         | She of Little Faith           | Malověrná Líza               | Steven Dean Moore   | Bill Freiberger                                                                  | 16. prosince 2001  | 19. srpna 2003     | DABF02        |
| 276          | 7         | Brawl in the Family           | Rozkol v rodině              | Matthew Nastuk      | Joel H. Cohen                                                                    | 6. ledna 2002      | 26. srpna 2003     | DABF01        |
| 277          | 8         | Sweets and Sour Marge         | Sladkosti a zahořklá Marge   | Mark Kirkland       | Carolyn Omineová                                                                 | 20. ledna 2002     | 2. září 2003       | DABF03        |
| 278          | 9         | Jaws Wired Shut               | Sdrátovaná čelist            | Nancy Kruseová      | Matt Selman                                                                      | 27. ledna 2002     | 9. září 2003       | DABF05        |
| 279          | 10        | Half-Decent Proposal          | Napůl slušný návrh           | Lauren MacMullanová | Tim Long                                                                         | 10. února 2002     | 16. září 2003      | DABF04        |
| 280          | 11        | The Bart Wants What It Wants  | Srdci neporučíš              | Michael Polcino     | John Frink a Don Payne                                                           | 17. února 2002     | 23. září 2003      | DABF06        |
| 281          | 12        | The Lastest Gun in the West   | Poslední pistolník na Západě | Bob Anderson        | John Swartzwelder                                                                | 24. února 2002     | 30. září 2003      | DABF07        |
| 282          | 13        | The Old Man and the Key       | Stařec a hoře                | Lance Kramer        | Jon Vitti                                                                        | 10. března 2002    | 7. října 2003      | DABF09        |
| 283          | 14        | Tales from the Public Domain  | Příběhy z nevrácené knihy    | Mike B. Anderson    | 1. část: Andrew Kreisberg 2. část: Josh Lieb 3. část: Matt Warburton             | 17. března 2002    | 21. října 2003     | DABF08        |
| 284          | 15        | Blame It on Lisa              | Může za to Líza              | Steven Dean Moore   | Bob Bendetson                                                                    | 31. března 2002    | 4. listopadu 2003  | DABF10        |
| 285          | 16        | Weekend at Burnsie's          | Homerova zelená medicínka    | Michael Marcantel   | Jon Vitti                                                                        | 7. dubna 2002      | 11. listopadu 2003 | DABF11        |
| 286          | 17        | Gump Roast                    | Na pranýři                   | Mark Kirkland       | Deb Lacustová a Dan Castellaneta                                                 | 21. dubna 2002     | 18. listopadu 2003 | DABF12        |
| 287          | 18        | I Am Furious (Yellow)         | Jsem cholerik, ale léčím se  | Chuck Sheetz        | John Swartzwelder                                                                | 28. dubna 2002     | 25. listopadu 2003 | DABF13        |
| 288          | 19        | The Sweetest Apu              | Záletník Apu                 | Matthew Nastuk      | John Swartzwelder                                                                | 5. května 2002     | 2. prosince 2003   | DABF14        |
| 289          | 20        | Little Girl in the Big Ten    | Malá vysokoškolačka          | Lauren MacMullanová | Jon Vitti                                                                        | 12. května 2002    | 16. prosince 2003  | DABF15        |
| 290          | 21        | The Frying Game               | Křeslo pro Homera            | Michael Polcino     | John Swartzwelder                                                                | 19. května 2002    | 23. prosince 2003  | DABF16        |
| 291          | 22        | Poppa's Got a Brand New Badge | S Homerem přijde zákon       | Pete Michels        | Dana Gould                                                                       | 22. května 2002    | 30. prosince 2003  | DABF17        |